# Enicurus schistaceus
Enicurus schistaceus е вид птица от семейство Мухоловкови (Muscicapidae).

## Разпространение
Видът е разпространен в Бангладеш, Бутан, Виетнам, Индия, Камбоджа, Китай, Лаос, Малайзия, Мианмар, Непал, Тайланд и Хонконг.